# حادث قطار كرونستاد 2018
في يوم 4 يناير 2018 خرج قطار ركاب في مدينة كرونستاد بجنوب أفريقيا عن مساره واصطدم بشاحنة ركاب وقد خرج القطار عن مساره واشتعلت النيران في سبعة عربات في القطار مما أدى لوفاة 21 شخص على الأقل وإصابة 254 شخصا.

وأظهرت صور بثتها وكالات الأنباء، النيران وهي تندلع في عدة مقطورات خرجت عن السكة قرب مدينة كرونستاد (200 كلم جنوب غرب جوهانسبرغ)، هذا وتبلغ سعة القطار 780 راكبا وكان هناك 758 على متنه، وأن معظم الوفيات ناجمة عن الحريق. 

## التقرير النهائي
عقدت مديرية أمان السكك الحديديَّة الجنوب أفريقيَّة لجنة تحقيق خاصة من أجل النظر في حادث التصادم ونشرت تقريرها في شهر أكتوبر من عام 2018.:109 خلص المجلس إلى أن سبب التصادم كان نتيجة عدم تمكن سائق الشاحنة من التوقف والالتزام باللافتة.:109 وقع الحادث في الساعة الثامنة والثامنة وخمسون دقيقة، وكان القطار يسير بسرعة 78 كم/سا في لحظة وقوع التصادم مصطدماً بالمقطورة الثانية من الشاحنة، ولكن لم يتحطم القطار قبل التصادم ساحباً المقطورة لمسافة 140 متر.:109
لم يقم سائق الشاحنة بالتوقف كما كان ينبغي عليه متجاهلاً بذلك إشارات التحذير وإشارة قف، والسبب لم يكن نتيجة معاناته من ضعف في الرؤية.:109 قام سائق القطار بإطلاق صفارات القطار بعدما وقعت أنظاره على الشاحنة على بعد 400 متر من المنطقة التي وقع فيها التصادم دون استجابة وتوقف الشاحنة التي ظلت متجهة صوب منطقة العبور.:9,110 وانحرفت قاطِرَة وعشرة حافلات قطار من أصل تسعة عشر حافلة عن طريقها وخرجت عن السكة.:10 واندلعت النيران في خمسة حافلات قطار بعد عدة دقائق.:10 وسبب اندلاع النيران كان على أثر تقوّس في الكابلات الكهربائيَّة بعد التصادم في التزامن مع اشتعال النيران في داخل وخارج كل من حافلات القطار كلٌ على حدى، حيث لم تنتقل النيران من حافلة قطار لأخرى.:110-11 أدى التصادم إلى مقتل 24 شخص من الركاب وإصابة 240 آخرين.:6:46 وكان على متن القطار 547 راكباً، هذا وتصل السعة الإجماليَّة للقطار 640 راكباً.:89